# 札樽トンネル
札樽トンネル（さっそんトンネル）は、現在着工中の北海道新幹線の新小樽駅（仮称） - 札幌駅間において計画中の鉄道トンネルである。

## 概要
小樽市朝里川温泉付近から手稲山の北麓を通過し札幌市手稲区西宮の沢を経由し、以降は札幌市街地の地下を函館本線桑園駅付近まで進み、石山通（道道452号下手稲札幌線）を越えた中央区北6西10付近で地上へ出る、延長26,230mのトンネルである。完成すれば、同じく北海道新幹線の青函トンネル、渡島トンネル（建設中）に次ぐ線内3位の延長のトンネルとなる。なお、同トンネルを含む北海道新幹線新函館北斗駅 - 札幌駅間は2031年度の開通を予定している。
当初は手稲トンネル（ていねトンネル）の名称で計画され、トンネルの終点方出口は札幌市手稲区西宮の沢付近までとする、延長18,750mの山岳トンネルとして計画されていた。しかし、高架構造で計画されていた札幌市街地区間の用地買収が難航し、加えて騒音・雪害対策などの観点から、2016年9月、鉄道建設・運輸施設整備支援機構は札幌市の中心部まで当トンネルを地下トンネルとして延長する方針を固め、2017年6月30日に正式に決定・発表された。この際に名称が現在のものに変更された。
なお、終点付近に位置する札幌駅の新幹線ホーム設置場所について、延長が正式決定された2017年6月時点では決着しておらず、本トンネルと連続した地下駅となる案も検討されていたが（詳細は札幌駅#北海道新幹線ホームの位置に関する問題を参照）、2018年3月29日に札幌駅東側の地上に建設することが正式に発表されている。

## 歴史
- 2019年（令和元年）8月 : 本坑用の準備工事を開始[9]。
- 2020年（令和2年） : 石倉工区の掘削を開始[10]。
- 2021年（令和3年） : 富丘工区の掘削を開始[11]。
- 2022年（令和4年） : 札幌工区と星置工区の掘削を開始[12][13]。
- 2022年（令和4年) : 銭函工区、桑園工区の掘削を開始[14]。